# Corinna aenea
Corinna aenea là một loài nhện trong họ Corinnidae.
Loài này thuộc chi Corinna. Corinna aenea được Eugène Simon miêu tả năm 1896.